# All Star Band (DDR)
Die All Star Band war eine Band in der DDR. Die Band wurde von Panta-Rhei-Manager Udo Jacob im Zusammenhang mit den Weltfestspielen in Ost-Berlin 1973 zusammengestellt.

## Geschichte
Die Band bestand aus zahlreichen namhaften Musikern des DDR-Jazz, etwa aus den Gruppen Panta Rhei, dem Günther Fischer Quartett und der Klaus Lenz Band. Neben eigenen Titeln der teilnehmenden Musiker (etwa Alles fließt oder Zwischen gestern und morgen von Panta Rhei) spielte die All Star Band auch populäre internationale Jazz-Klassiker (z. B. Freedom Jazz Dance von Eddie Harris). Die Formation ging ausschließlich 1973 auf Tournee und löste sich anschließend aufgrund der Verpflichtungen in den Ursprungsbands der Musiker wieder auf.
Das Konzertprogramm wurde unter anderem von Uwe Koch, dem Sprecher der Band Panta Rhei, moderiert. Zudem trug der Schauspieler Pat Friedrich Lyrik und kurze Geschichten vor.